# Красотел-исследователь
Красотел-исследователь (лат. Calosoma investigator) — крупный жук из семейства жужелиц.

## Описание
Жук длиной 16—27 мм. Окраска чёрная, верхняя сторона часто бронзовая или зеленоватая. Между рядами крупных золотистых ямок на надкрыльях находится 5—7 неправильных рядов мелких зёрнышек.

## Ареал
Европа, Сибирь, Дальний Восток.

## Местообитания
На севере ареала населяет различные типы лесов: пойменные, хвойные, лиственные. На юге ареала встречается на обрабатываемых землях. Также заселяет луга и поля на песчаной и супесчаной почве.

## Биология
Мезоксерофил. Активен ночью. Днём прячется в укрытиях. Жуки встречаются с мая по октябрь.
Хищник. Питается в основном гусеницами бабочек — коконопрядов, совок и пядениц. Генерация одногодичная.

## Замечания по охране
Вид включен во 2-е издание Красной книги Республики Беларусь (III категория), в 3-е издание вид был уже включён в IV категорию.